# Ponginae
A Ponginae az emberfélék egyik alcsaládja. Egykor sok változatos eurázsiai majomfaj alkotta, ma két faja van, a szumátrai orangután (Pongo abelii), és a borneói orangután (Pongo pygmaeus). A szumátrai orangután súlyosan veszélyeztetett, a borneói orangután pedig veszélyeztetett faj. Az alcsalád első nemei a Sivapithecus és a Khoratpithecus a miocénben jelentek meg. Hat- vagy hétmillió éves bizonyítékot találtak a pleisztocén délkelet-ázsiai és dél-kínai orangutánokról. Az alcsalád további kihalt nemei a Lufengpithecus, az Ankarapithecus, és a Gigantopithecus. Egy 2004-es filogenetikai elemzés a Lufengpithecust és a Ankarapithecust először az orangutánok közeli rokonaként pozicionálta, de aztán a felülvizsgálat során mégis inkább az afrikai emberszabásúakkal rokonították őket. Az alcsalád legismertebb fosszilis neme a Sivapithecus, aminek fajai 12,5-8,5 millió évvel ezelőtt éltek. Az orangutánoktól a fogazatában és a morfológiájában különbözik.

## Taxonómia
Ponginae
- Lufengpithecini†
  - Lufengpithecus
    - Lufengpithecus lufengensis
    - Lufengpithecus keiyuanensis
    - Lufengpithecus hudienensis
- Sivapithecini†
  - Ankarapithecus
    - Ankarapithecus meteai

  - Sivapithecus
    - Sivapithecus brevirostris
    - Sivapithecus punjabicus
    - Sivapithecus parvada
    - Sivapithecus sivalensis
    - Sivapithecus indicus

  - Gigantopithecus
    - Gigantopithecus bilaspurensis
    - Gigantopithecus blacki
    - Gigantopithecus giganteus
- Pongini
  - Khoratpithecus†
    - Khoratpithecus ayeyarwadyensis
    - Khoratpithecus piriyai
    - Khoratpithecus chiangmuanensis

  - Pongo (orangutánok)
    - Pongo hooijeri†
    - Pongo weidenreichi†
    - Szumátrai orangután, Pongo abelii
    - Borneói orangután, Pongo pygmaeus
    - Tapanuli orangután, Pongo tapanuliensis
- Griphopithecini†
  - Griphopithecus

## Fordítás
- Ez a szócikk részben vagy egészben  a   Ponginae című angol Wikipédia-szócikk ezen változatának fordításán alapul.  Az eredeti cikk szerkesztőit annak laptörténete sorolja fel. Ez a jelzés csupán a megfogalmazás eredetét és a szerzői jogokat jelzi, nem szolgál a cikkben szereplő információk forrásmegjelöléseként.